# Lago Morello
Il lago Morello di Villarosa è un lago artificiale formato dalla costruzione di uno sbarramento in terra negli anni settanta, sul fiume Morello in provincia di Enna, a metà strada tra la cittadina di Villarosa ed Enna.
Si tratta di un invaso artificiale nato a scopo industriale tra il 1968 e il 1973 a supporto dell'attività della miniera di Pasquasia nel villarosano. Era infatti necessaria una grande quantità di acqua per il procedimento di flottazione del minerale estratto.  La struttura di sbarramento venne costruita in terra utilizzando materiali del posto acconciati allo scopo. La costruzione del lago ha cancellate le tracce della ferrovia mineraria Sikelia che insisteva in buona parte nell'area dell'invaso. Cessato l'uso industriale delle acque oggi queste vengono utilizzate a scopo irriguo.

## Fauna e flora
Il lago si sta lentamente naturalizzando dopo la chiusura definitiva dell'attività mineraria nella zona e vengono segnalati spesso tipi di volatili rari di passaggio.

## Pesca sportiva
Nella parte sud-ovest del lago sono state installate delle pedane per la pratica della pesca sportiva. Nel lago sono infatti presenti numerose specie di pesci (pescigatto punteggiati, carassi, carpe, alborelle e triotti).